# 天理時報社
株式会社天理時報社（てんりじほうしゃ）とは、奈良県天理市に本社を置く印刷会社。

## 概要
主に印刷業務を行なっている。天理時報を発行している天理教道友社とは別会社だが、もとは同じ組織だった。現在はカラー輪転機や自動制御装置完備の平版印刷機など最新設備を完備した総合印刷会社として天理教の文書伝道の一翼を担う。また、天理教関連の刊行物以外にも、広報誌や学術書、地域文化に関わる冊子など多様な印刷物の制作に携わり、その技術とノウハウを活かして地域社会や各種団体、教育機関との連携にも積極的に取り組んでいる。従来の印刷技術に加え、デジタル分野へも活動領域を拡大すべく、ソリューションチームやMakeCodeRoomを組織し、印刷物とデジタル要素を組み合わせた新たな営業戦略を展開している。これにより、従来の紙媒体にとどまらず、デジタルコンテンツとの融合や顧客ごとのカスタマイズなど、多角的なサービス提供を通じてさらなる価値創出を目指している。

## 主な印刷物
- 天理時報
- みちのとも
- みちのだい
- すきっと
- おふでさき
- おさしづ
- みかぐらうた
- 天理教教典
- 天理教事典 ISBN 4-8073-0412-7
- その他天理教に関する書物

いずれも天理教道友社が発行。

## 沿革
- 1925年（大正14年） - 文書伝道を趣旨とした天理教教庁印刷所が設立された。
- 1940年（昭和15年）4月25日 - 教庁印刷所を改組し、道友社と教庁印刷所を合併して強力な文書伝道機関を作るために天理時報社が設立された。道友社と合併したため時報社が天理時報やみちのともの編集・発行・販売を行なった。
- 1946年（昭和21年） - 道友社と時報社の役割分担が明確にされた。
- 1948年（昭和23年） - 時報社の編集部が道友社に戻り、天理時報社と道友社が分離した。
- 1960年（昭和35年） - 天理興業を分社化させる
- 1968年（昭和43年） - 機構改革により時報社の販売課が長く扱っていた教内書の販売を道友社へ移管し、天理時報社は天理教内の印刷部門の役割を担い、製版・印刷・製本の一貫作業ができる印刷会社へ発展していった。